# 日本化
日本化（Japanization or Japaneseization），是一種文化同化，指受到日本文化影響，產生的文化轉型，在這種轉型下，可能會產生對於日本的文化認同。在第二次世界大戰末期，日本曾在自己的殖民地，包括韓國與臺灣，推行皇民化運動，以增強這些殖民地人民對於日本的政治認同。在第二次世界大戰結束後，日本以和平方式，輸出自己的文化，主要包括工業製品、流行文化、音樂及料理等。

## 中原文化的日本化
甲午戰爭後，大清帝國改行日式近代化，並大量派遣留學生（日语：清國留學生）前往日本。而後日式漢文大量傳入中原，而中國赴日留學人數之多，規模之大，學習範圍之廣，開展活動之頻繁，在世界留學史上都是罕見的。此留學潮不僅促進中日文化的交流，而且對於近現代中國的革命運動和政治、經濟、軍事、文化、思想、科學的發展，都產生很大的影響。，使時文流傳於官方文書與新聞稿中，後漸與日本文學融合，演變為口語或稱白話文，代表作為魯迅的《狂人日記》。

## 日本文化時代及衍生政策之影響
日本在首相大平正芳提出『文化時代』概念後，中曾根康弘首相提出把日本文化向國際推廣的文化政策，使日本文化產業欣欣向榮。80年代大量的日本電影、電視劇、動漫等影視文化作品在中國上映、播放、出售，引起巨大轟動。其後日本的文化產品，向其他東亞國家行銷，獲得廣泛歡迎，亦造成哈日族現象。1999年韓國文化部制定『文化產業發展５年計畫』，吸收日本成功的經驗，提高韓國文化創造力，並成功推廣韓國的文化商品如電視劇、音樂也開始暢銷東亞，亦造成哈韓族現象。

## 流行文化的影響
流行文化的日本化，諸如偶像劇及漫畫等作品之改編，較著名的例子有台劇流星花園、麻辣鮮師等作品，美國電影七龍珠全新進化、七夜怪談等作品。
其中日本動畫風格及特殊性在歐美已有「Japanese Animation」之專有名詞，以及音譯的「Manga（漫畫）」，儼然成為日本動畫全球化的象徵。其動畫作品寶可夢受到全球歡迎，2001年在紐約洛克菲勒中心甚至出現30公尺的皮卡丘模型，其遊戲銷量和動漫衍生作品亦持續推出（近期較新的作品是名偵探皮卡丘）。日本動漫畫的流行亦影響美國漫畫之創作，開始出現日式風格的美國漫畫，並舉辦了日本動畫國際研討會，及發行專門介紹日本動漫畫的雜誌。

## 藝術
19世紀中葉在歐洲掀起和風熱潮，盛行了約30年之久，特別是對日本美術（如浮世繪）的審美崇拜，代表畫家有梵谷。

## 经济

日本GDP成長率

日本政府債務

經濟日本化，又稱日本病（日语：日本病），是相對於另一種經濟問題荷蘭病的用語，日本病的表徵為流動性陷阱的表現，伴隨長期經濟低迷通縮或接近通縮，和為改善經濟環境產生之巨大國債，多數人實質薪資倒退等現象綜合，即使政府使用所有金融工具改造社會、推動經濟政策來提振景氣，亦無有效作用，嚴重時甚至還會負增長。金融海嘯後歐美經濟衰退不振，逐漸出現日本化的名詞於主流討論中。

### 特徵
宏觀面
- 經濟成長低迷：例如在2008年到2010年三年平均，歐（歐元區）美日分別為0.08%、-0.26%和-1.17%[來源請求]

- 超低政策利率：2011年歐美日分別為1%、0.25%和0.1%[來源請求]

- 政府債務餘額佔GDP比率升高：2011年歐美日分別為88%、100%和233%（歐元區內的德國也高達83%）[來源請求]

- 經濟情勢陷入流動性陷阱，財政改革不易推動，擴張性財政政策空間有限、超寬鬆貨幣政策也難有成效[來源請求]

微觀面
- 生育率極低[8]：幼齡人口大量減少，學校跟著倒閉，老齡化社會扶養比高、創造力低下。
- 實質薪資所得倒退[9]，階級貧富差距大、富人所得佔比攀升，奢侈品漲價，例如一百日元商店之廣設，但日本政府一方面以高關稅保護農、漁業而令外國高品質產品不易進入日本市場，越來越多窮人仰賴社會福利度日。

### 成因

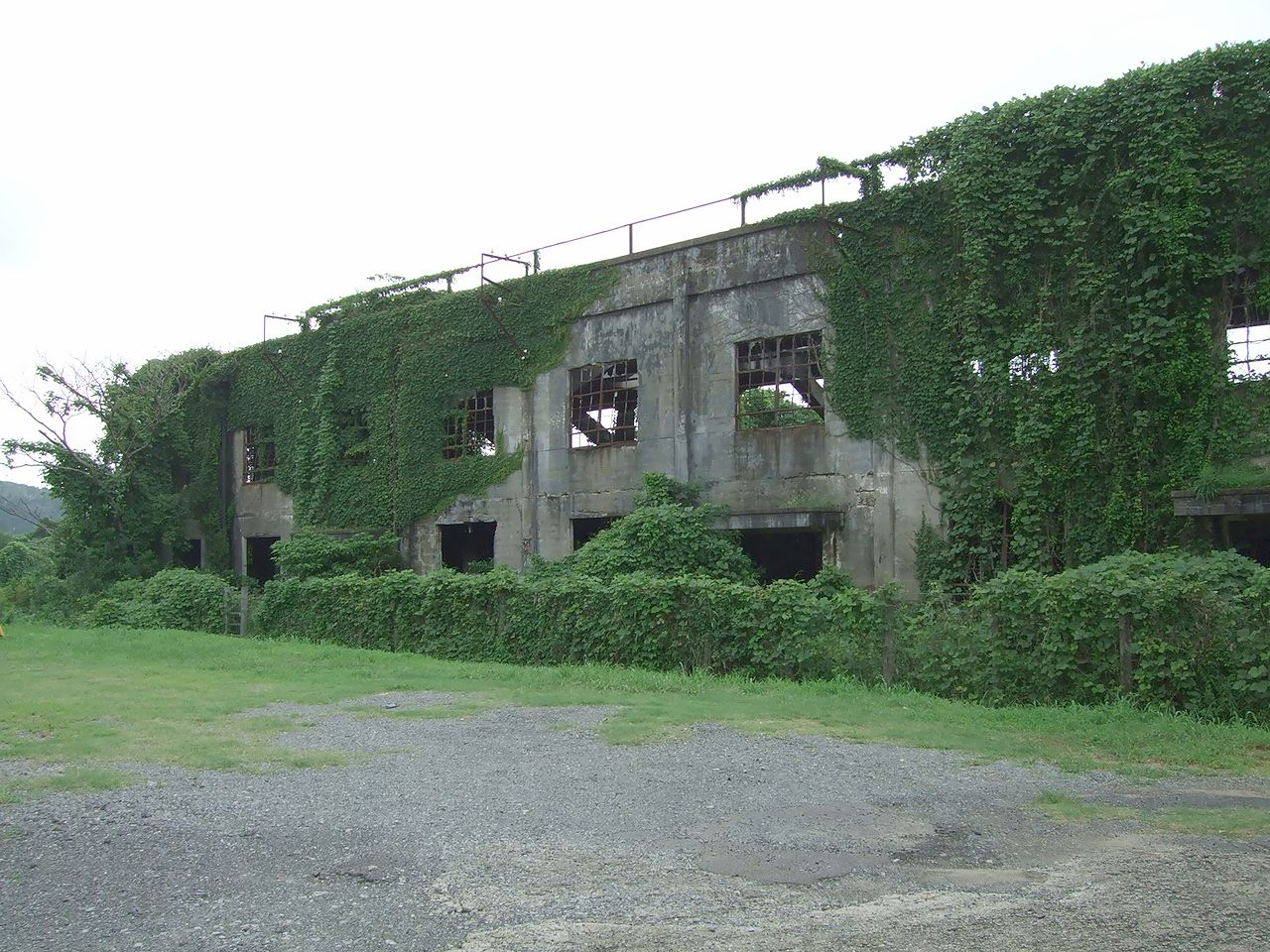
日本產業外移後留下的廢工廠

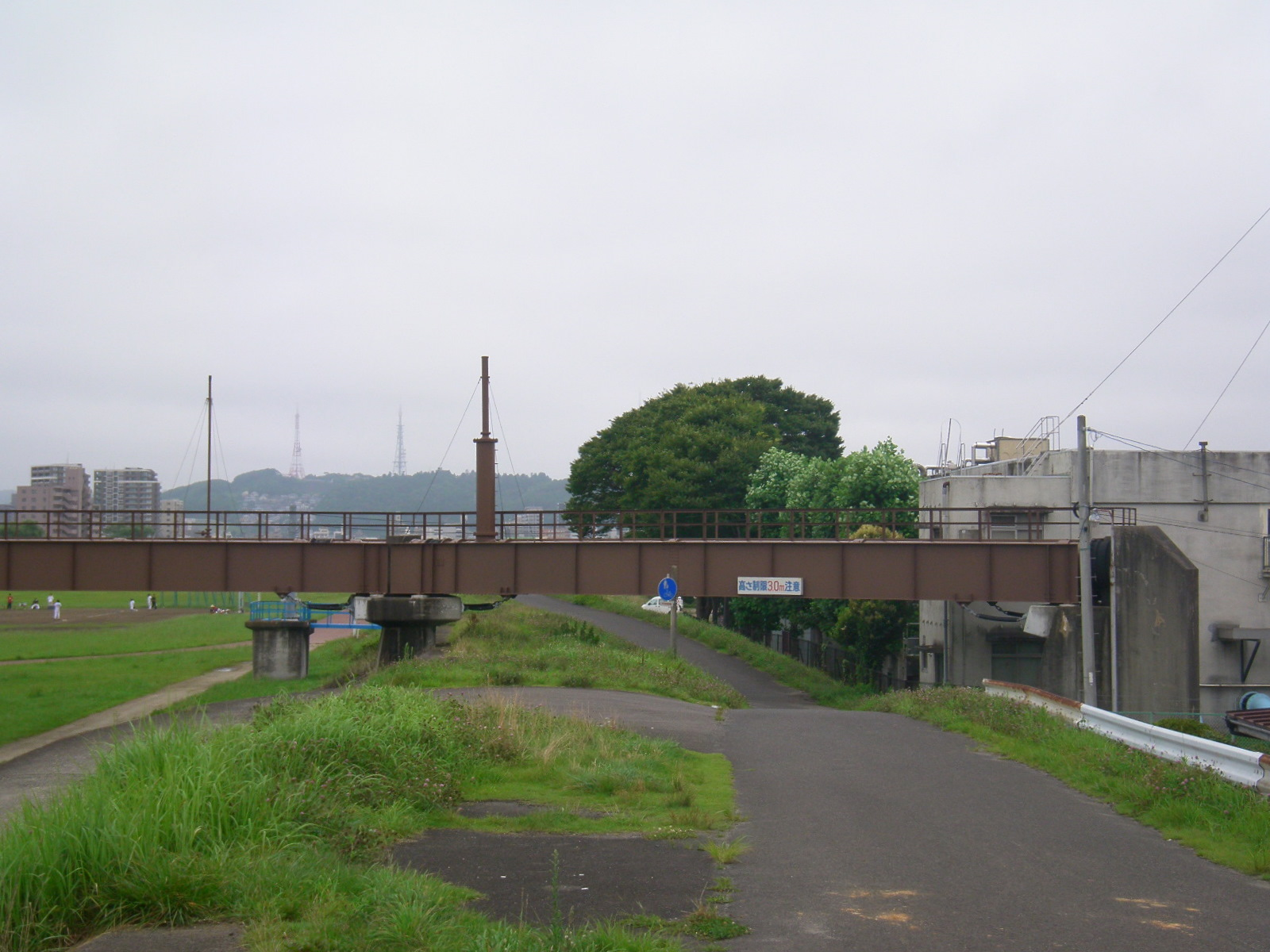
沒有證據表明已開發國家再投入基礎建設（例如圖中的輸水幹管）對經濟有拉動效果，很多都成為閒置多餘建設。除非人類開始繼續開發大自然山區、或甚至新殖民地，否則無法產生更多的經濟，只會造成成功者能輕易擸奪更多現有資源，而大多數人將陷於貧困。

日本病成因由多種因素綜合而成，甚至美國經濟學家羅比尼（Nouriel Roubini）認為日本病本質不是病，而是晚期資本主義的必然結局，沒有任何相似發展的國家能逃脫。當未來各國都已經成為已開發國家，最終全世界都將一一逐步走向日本病。
從表象而論，日本病在經濟全球化後被凸顯出來。來自低所得國家的廉價勞動力可以輕易搶走高所得國的生產型工廠職缺，使高所得國的總體工作數量下降，勞動力供過於求。於是，較低技能的中下階層藍領勞工開始薪資下降或停滯，無法支付高物價國的生活開銷，陷入貧困和支領政府救助。此外，中產階級消費力下降，導致更多服務消費類的職缺也開始裁員。兩者形成惡性循環。

### 可能的解決法
目前日本病現象主流經濟學界有諸多「藥方」分散於各學派，但還無任何現實中的國家範例能實證解決，從而成為21世紀全球最大挑戰之一。主流解決方法在政府面分裂成左右兩派，右派認為必須削減支出和增稅終止舉債黑洞，改善政府債務，因為並無任何證據證明減稅和公共支出能解決任何問題，過度建設造成閒置、無意義的公共設施，而減稅的錢流入資本家炒作房地產的彈藥或是流向海外，所以終止無效藥方本質也是一種有效藥方。左派則認為可以增稅但不能削減支出；那只會造成更大衰退，因為大量家庭已經依靠政府過度支出的建設和福利金在生活和消費，中斷他們的補給等於社會上立刻出現又一批失業和消費力衰減，但是增稅倒是左右兩派的共通點，尤其是增加富人的稅賦。 

#### 減稅促產論
更右派的新自由主義學派則認為增加富人稅賦也不可行，因為並不能阻止世界上其他國家的減稅，哪國先加稅等於造成資本外流和投資縮手，同時政府與私人相比，利用金錢的效率較低，所以讓錢留在私人手中較能創辦新事業。然而該學派並不能解決政府不會炒作房地產惟富人會的問題，還有某些資本家或財團事業日益興旺，繳納予母國之稅款卻不增反降。例如美國的蘋果電腦公司，所以金融海嘯後，新自由主義學派受到的抨擊聲浪甚大，甚至成為佔領華爾街運動的主要敵對對象。

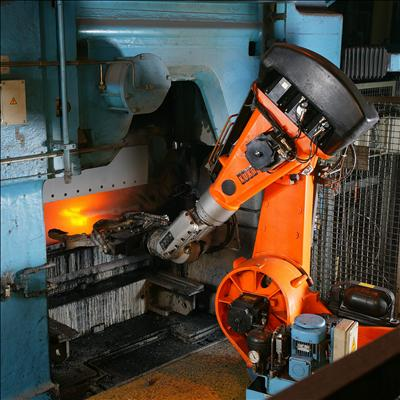
機械化煉鐵廠，自動化的創新只產生少數新工作卻取代大量舊工作，所以創新並不保證能讓失業率下降。

#### 教育改革論
至於創新產業和個人技能提升的措施，各學派目前也視為長期性解決方案，高物價國家必須創新，透過更高價值的新產業新產品來創造高收入工作機會維持人民能在高物價環境生活，同時加強人民教育訓練，以適應進入高端產業。德國顯然是此論之模範生。
但是左派則是對此持有最大疑問，因為創新一個產業可能百年才有一次的機遇並非可以任意創新，而很多新產業其實人力雇用極少，只需要少數特定領域專家對社會失業沒有幫助，甚至很多機械化和自動化的新創工作機會很少卻還砍掉社會上其他大量工作，加劇貧富差距。而高等教育資源有限在諸多國家更需要付出大量學費和時間，這都要勞工本身負擔，很多人無法負擔而形成機會不均等的壁壘，且不是人人都有讀高階學問的聰明才智、尤其許多年紀較大的中年失業者，就算是高學歷者、有些人只是在大學讀錯領域（就讀領域與產業流行不合、個人對該領域的嚴重的不適應，都容易造成浪費及高學歷失業），因此不能歸類為個人不努力因素。所以左派普遍認為創新產業和個人技能提升是一廂情願的做法，沒有可預測的普遍性原則。

#### 提前繼承論
一般來說，老人的消費慾望是低於年輕人的、沒錢會打擊年輕人的生育慾望；但日本有很明顯的財富集中於老人的情況，再加上日本的老人多有李爾王情結（過度不信任子女而不願意提前將財產贈與子女），因此日本人繼承遺產的平均年齡已達67歲；這代表者日本有消費慾望及生育可能的年輕人，並沒有足夠的財力來讓他們依照本能進行有益社會的行為（生育及消費）。所以一種觀念是鼓勵孫輩而非子女輩繼承遺產，或鼓勵父母提前把財產贈與子女，就可以增加消費及生育而提高內需。

#### 本質無解論
較有社會主義色彩的左派經濟學家則認為，任何政府債務的改善與否討論都只是治標性質，日本病成因來自資本主義本質的終極問題，不可能靠任何財政政策來解決，資本主義假設人不管生在何處的機會都均等，生長環境也均等，聰明才智也均等，這種「假象公平」的前提假設在現實中並不存在，所以依附其上的理論最終也將失效。事實上階級和財富世襲的問題導致贏者圈和敗者圈的M型社會分化是社會的大漏洞，人人立足點並不平等，贏者再透過土地持有和生產資本的持有不斷輕鬆聚積更多財富，當財富集中於少數人手中多數人消費力不斷下降，經濟本身就不可持續。最終不論任何解決方案都有一個共通點，就是需要巨大且痛苦的改革，並且影響到很多既有得利階層的利益，然而2011年爆發的歐債危機和美國政黨惡鬥可以發現，這種改革的政治困難度，所以縱使有了確實有效的解藥可以遵循，也不保證在複雜的政治環境中能實行無誤，這也是諸多悲觀論的成因。

### 日本失落的一代
2010年日本出現了「失落的一代」的名詞，作為金融海嘯後的反思。該失落的一代專指出生於1989-1992年間的年輕人，到2010年為止他們大約剛好20歲，是成年和進入社會的階段。而在2010年日本長崎縣佐世保市的成人禮儀式會場中；有一年輕人喝醉酒鬧事，市長朝長則男正在致詞時就脫口而出：「社會冷酷啊！守點規矩吧！」（日语：社会というのは厳しいものだ。ルールを守れるようになりなさい！）隨即成為報紙頭條，也引發了社會上對這一代年輕人的反思和「失落的一代」名詞的出現。
如下表為日本調查21世紀前10年間收入階層分布變化表，日本總勞動力4500多萬人中年薪400萬日圓以上的中產人數十年來皆為下降共400多萬人，低薪群的人數卻也增加400多萬，而同時收入2000萬日圓以上的巨富卻增加2.2萬人，而此表統計的09-11年間日本受到世界衰退影響又減少了一千一百萬個工作機會。
大量的現今青年人成為低薪就業者，是為飛特族，與父輩時代過往低薪不同之處乃自身薪水幾無大幅增加可能。而尼特族為無工作者，但並非精神或身體上之障礙而不可做工，並且飛特族與尼特族現象成為現在日本的一大困擾。是日本沉痾不起的代表。
| 区分               | 1999年 | 2009年 | 增減  |
| ------------------ | ------ | ------ | ----- |
| 〜100万日圓        | 2,961  | 3,989  | 1,028 |
| 100〜200万日圓     | 5,076  | 7,010  | 1,934 |
| 200〜300万日圓     | 6,875  | 7,899  | 1,024 |
| 300〜400万日圓     | 8,046  | 8,149  | 103   |
| 400〜500万日圓     | 6,600  | 6,163  | -437  |
| 500〜600万日圓     | 4,788  | 4,074  | -714  |
| 600〜700万日圓     | 3,210  | 2,464  | -746  |
| 700〜800万日圓     | 2,284  | 1,695  | -589  |
| 800〜900万日圓     | 1,584  | 1,148  | -436  |
| 900〜1,000万日圓   | 1,070  | 710    | -360  |
| 1,000〜1,500万日圓 | 1,894  | 1,303  | -591  |
| 1,500〜2,000万日圓 | 431    | 268    | -163  |
| 2,000万日圓〜      | 164    | 186    | 22    |
| 合計               | 44,984 | 45,056 | 72    |

大致而言1990年前後出生的日本青年剛好整個成長過程中都是日本經濟崩潰的歷程，他們出生的時代是泡沫經濟的最高點還被稱為「金蛋」，那时是日本的高成长期，各项经济指标创新高。但是經濟隨即反轉一落千丈，股市和房地產價值同時暴跌。當他們升上小學二年級時，山一證券的倒閉使傳統日本社會相信的「大金融機構永不會倒閉」的神話破滅；小學高年級的時候終身雇傭制與年功序列制的職場文化倒塌；成年的時候金融海嘯崛起和日本航空破產被接管。
而正當他們要踏入社會時，卻承擔了長達20年災難的最後總結：
- 出生時2.3%的失業率上漲一倍多達5.2%，青年失業率更是從3.8%上升到了8.4%。[來源請求]
- 勞動派遣型工作幾乎達所有職缺的50%。[來源請求]
- 國債從266兆日元增至864兆日元。[來源請求]
- 經濟增長率從5.4%降至1%多。[來源請求]
- 要贍養的65歲以上老人從1489萬人增至2941萬人。[來源請求]
- 社會保障開銷從10兆日元增至25兆日元。[來源請求]
- 13.9%的儲蓄率下降至2%左右國民儲蓄枯竭。[來源請求]

且所有數字都還持續往惡化走。

## 外部連結
- 歐美經濟日本化 （页面存档备份，存于）
- Our Next Economic Plague: Japan Disease （页面存档备份，存于）
- 日本病威脅全世界
- 20160516 财经郎眼 日本失去了二十年? （页面存档备份，存于）
- 《未來一百年大預測》 （页面存档备份，存于）